# Ядлівчак квінслендський
Ядлівча́к квінслендський (Colluricincla boweri) — вид горобцеподібних птахів родини свистунових (Pachycephalidae). Ендемік Австралії.

## Опис
Довжина птаха становить 19,5-21 см, вага 39-48 г. У самців голова, шия, верхня частина тіла і хвіст темно-буруввато-сірі, обличчя сірувате. Над очима нечіткі бліді рудувато-коричневі смуги, іноді вони відсутні. Підборіддя кремове, решта нижньої частини тіла тьмяно-рудувато-коричнева, горло і груди поцятковані сірими смугами. Нижня сторона хвоста коричнювато-сіра. Райдужки червонувато-карі, навколо очей сірі кільця. Дзьоб чорний, лапи сизі. У самиць над очима широкі рудувато-коричневі смуги, навколо очей незамкнені рудувато-коричневі кільця, обличчя кремове. Дзьоб тьмяніший, темно-сірий або чорнувато-сірий, райдужки темно-карі.

## Поширення і екологія
Квінслендські ядлівчаки поширені на північному сході штату Квінсленд, від Куктауна і гір Палума до плато Атертон. Вони живуть у вологих гірських і рівнинних тропічних лісах і чагарникових заростях, на висоті понад 400 м над рівнем моря. Зустрічаються поодинці або парами, ведуть переважно осілий спосіб життя. Іноді приєднуються до змішаних зграй птахів разом зі строкатоволими нявкунами. Живуляться комахами, яких шукають серед листя в нижньому ярусі лісу. Сезон розмноження триває з жовтня по січень. Гніздо чашоподібне, робиться з гілочок, корінців, сухого листя і папороті. В кладці 2 яйця. За сезон може вилупится два виводки.